# Cryptus hirtae
Cryptus hirtae là một loài tò vò trong họ Ichneumonidae.